# Hackfeld (Winkelsett)
Hackfeld ist ein Ortsteil der Gemeinde Winkelsett, die zur Samtgemeinde Harpstedt im niedersächsischen Landkreis Oldenburg gehört.

## Geografie und Verkehrsanbindung
Hackfeld liegt südlich des Kernortes Winkelsett, südwestlich des Kernortes Harpstedt und südöstlich des Stadtkerns von Wildeshausen. Westlich fließt die Katenbäke, ein rechtsseitiger Nebenfluss der Hunte, die weiter westlich fließt. Am östlichen Ortsrand fließt der Köhlbach, ein rechtsseitiger Nebenfluss der Katenbäke.

## Geschichte
Hackfeld (Hacvelde) wird um 1250 erstmals erwähnt. Um 1270  wird es als " Hacvelde iuxtra Wildesh" bezeichnet. Der Name deutet vermutlich auf eine in der Vorzeit dort geübte Form der Landwirtschaft hin. Man schlug Baumstämme ab, ließ die Stubben stehen und säte dazwischen nach oberflächigem Hacken Roggen. Nach dessen Aberntung trieben die Stümpfe wieder aus und es entstand ein neuer Niederwald.
Hackfeld war altes Bruchhäuser Gut. Vier Häuser eines gewissen Bolland und ein Haus von Arnoldus de Dalim ("Haus" steht für "Hof") waren Lehnsleute der Bruchhäuser und später der Hoyaer Grafen. Der Ort muss also bedeutender gewesen sein als heute. Vielleicht sind bei der Pest von 1350 ein oder mehrere Höfe verödet.
Das Obereigentum an zwei Höfen hatte im späten Mittelalter das Alexanderstift Wildeshausen an sich bringen können, davon waren 1529 noch "Pfennigrenten" an dieses Stift zu zahlen. Außerdem besaß das Stift in Hackfeld Nutzungsrechte für Schweinemast.
Um 1700 gab es in Hackfeld einen Vollmeierhof und zwei Halbmeierhöfe, die durch Teilung eines Vollmeierhofes entstanden waren. 1824 gab es in Hackfeld vier Wohnstätten, und 1895 waren es sechs Wohnstätten mit 39 Einwohnern.